# 伝導電子
伝導電子（でんどうでんし、conduction electron）とは、物質（主に金属）において、電気伝導を担う電子のこと。
半導体において、伝導帯にある電子のことも伝導電子と呼ぶ（半導体において単に「電子」と言う場合、多くは伝導電子の意味になる）。価電子帯に存在する電子が、ある温度においては、絶対温度とボルツマン定数の積に値するエネルギーを受ける。このエネルギーがバンドギャップより大きい場合、価電子帯上端付近の電子が伝導帯へと励起され、この電子が伝導電子として振舞うことになる。金属においては、フェルミ準位が伝導帯内に存在するため、この熱的励起のエネルギーが非常に小さくともフェルミ準位以上のエネルギー帯域に電子が存在することになる。強く束縛を受けない伝導電子を自由電子と呼ぶ。
固体中の伝導電子は原子のポテンシャルによってある程度の束縛を受ける。真空中における自由電子は任意のエネルギーを持てるのに対し、結晶中の電子では、その結晶周期性に起因して、運動量（波数）に制限が生じるため、ブリュアンゾーンが生じ、またバンド構造を取る。
しかし電子に部分的に占有されているエネルギーバンドにある電子は自由電子的に振る舞い、格子振動（フォノン）との相互作用などを示すほか、エネルギー準位の占有確率はフェルミ統計に従う。半導体の場合、伝導帯の底付近の電子は、本来の電子の質量とは異なる有効質量を持つ自由電子のように振る舞う。